# Erika (lied)
Erika, ook bekend onder de beginregel Auf der Heide blüht ein kleines Blümelein (Nederlands: Op de heide bloeit een klein bloemetje), is een Duits marslied dat rond 1930 geschreven werd door Herms Niel. In nazi-Duitsland werd het lied door het regime gebruikt om de liefde voor het vaderland te vertolken.

## Ontstaan
Zowel de liedtekst als de melodie werden geschreven door Herms Niel. Het exacte ontstaansjaar is onbekend; het werd enkel met 'rond 1930' aangeduid. In 1938 werd het lied gepubliceerd door de muziekuitgeverij van Carl Louis Oertel in Großburgwedel (stadsdeel van Burgwedel). Niel was sinds mei 1933 lid van de NSDAP en componeerde meerdere propagandaliederen.

## Tekst

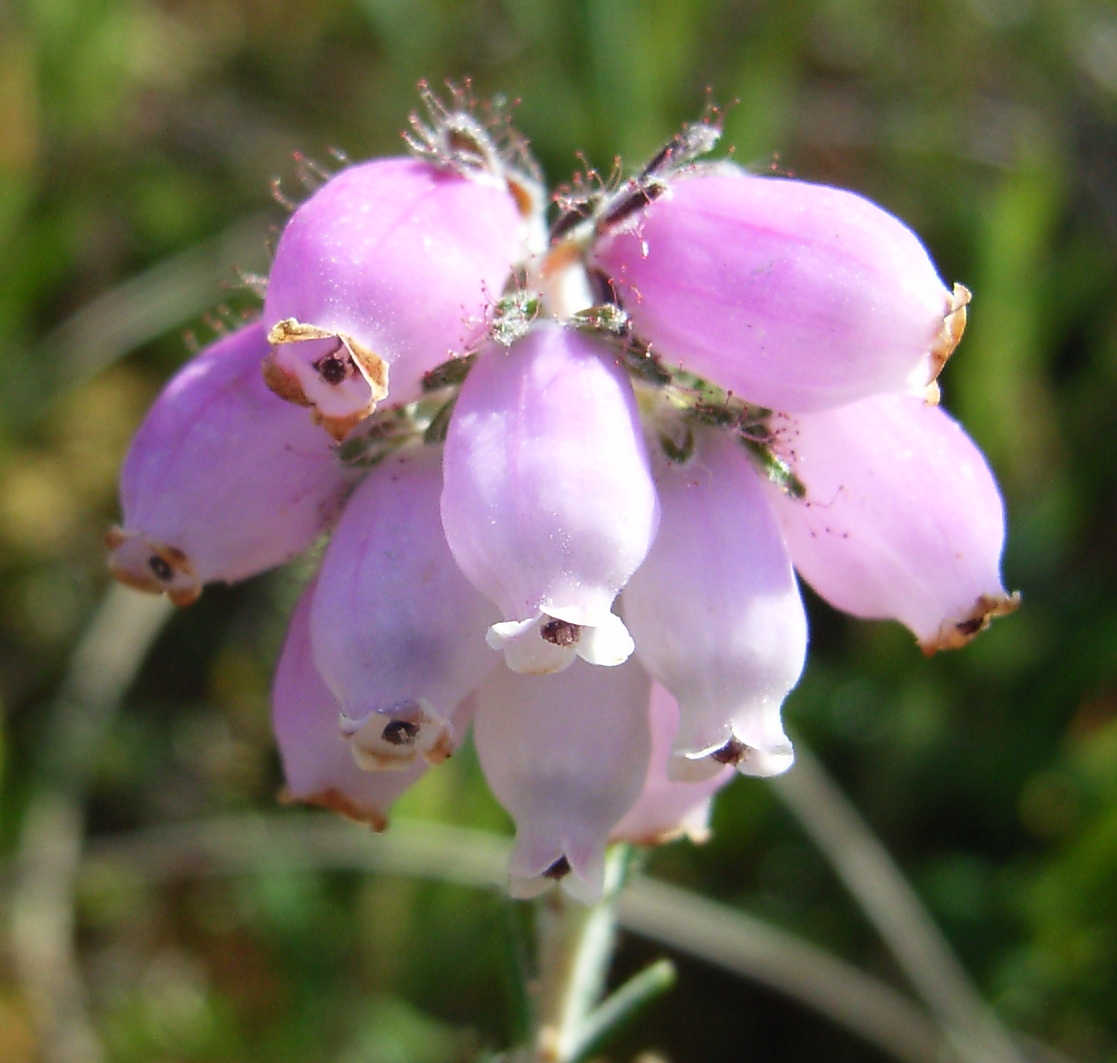
Bloeiende dophei.

De titel verwijst zowel naar een bloem als naar een vrouw met deze voornaam.
In de eerste strofe slaat 'Erika' op het heidekruid Dophei (Erica):
Auf der Heide blüht ein kleines Blümelein
Und das heißt: Erika. (...)
Vervolgens wordt in de tweede strofe de persoon Erika genoemd, die thuis in de Heimat woont:
(...) In der Heimat wohnt ein kleines Mägdelein
und das heißt: Erika.
De derde strofe brengt ten slotte deze twee betekenissen samen. In de kamer van de zanger, ver van huis, staat de bloem die hem herinnert aan het meisje:
(...) Und dann ist es mir, als spräch’ es laut:
Denkst du auch an deine kleine Braut?
In der Heimat weint um dich ein Mägdelein
Und das heißt: Erika.

## Betekenis en receptie
Tijdens de Tweede Wereldoorlog werd het lied gezongen door de Duitse Wehrmacht; vooral door de landmacht en later ook de Kriegsmarine. Er circuleerden onder de soldaten ook seksueel getinte versies. Voor de nationaalsocialisten moest het lied verwijzen naar het rolmodel van trouwe, bezorgde vrouw.
Na de oorlog is Erika in de cultuur min of meer verworden tot Duits volksliedje. Niettemin werd het lied na de herbewapening ook nog steeds door de Bundeswehr en het Oostenrijkse leger gezongen.

## Trivia
- Het lied is vertaald in het Afrikaans en was een populaire mars bij de SADF.
- Een Nederlandse variant bestaat ook, Blonde Mientje, doelend op de Nederlandse neutraliteit tijdens de wereldoorlogen.

## Naoorlogse uitvoeringen
- Het lied komt onder meer voor in de films The McKenzie Break (1970), Schindler's List (1993) en Girls und Panzer (2012).
- Onder anderen zanger Tony Marshall heeft het lied uitgevoerd.
- Het lied komt ook voor in het computerspel Hell Let Loose.
- De Zeelandse (N.Br.) carnavalsvereniging "De Smouskes" heeft een versie uitgebracht waar in de tekst verwezen wordt naar het dorp Zeeland.